# Cecidomyia yunnanensis
Cecidomyia yunnanensis är en tvåvingeart som beskrevs av Wu och Zou 1989. Cecidomyia yunnanensis ingår i släktet Cecidomyia och familjen gallmyggor. Inga underarter finns listade i Catalogue of Life.